# Assassin's Creed (pel·lícula)
Assassin's Creed és una pel·lícula franco-nord-americana de 2016 en format 3D, dels gèneres d'acció i aventures, dirigida per Justin Kurzel, produïda per Michael Fassbender i Frank Marshall, i escrita per: Michael Lesslie, Scott Frank, Adam Cooper i Bill Collage. Està basada en la sèrie de videojocs Assassin's Creed. L'elenc principal inclou a: Michael Fassbender, Jeremy Irons, Michael K. Williams, Marion Cotillard i Ariane Labed. Va ser estrenada el 21 de desembre de 2016 als Estats Units. S'ha doblat al català.

## Repartiment
- Michael Fassbender com a Callum Lynch/Aguilar de Nerha
- Marion Cotillard com a Sophia Rikkin
- Jeremy Irons com Alan Rikkin
- Charlotte Rampling com a Ellen Kaye
- Michael K. Williams com a Moussa
- Denis Ménochet com a McGowen, cap de seguretat d'Abstergo
- Ariane Labed com a Maria
- Brendan Gleeson com a Joseph Lynch
- Essie Davis com a Mary Lynch
- Brian Gleeson com a Joseph Lynch joven
- Angus Brown com a Callum Lynch joven
- Crystal Clarks com a Samia
- Callum Turner com a Nathan
- Octavia Selena Alexandru com a Lara
- Michelle H. Lin com a Lin
- Matias Varela com a Emir
- Thomas Camilleri com a rei Ferran el catòlic
- Marysia S. Peres com la reina Isabel la catòlica
- Gabriel Andreu com a Cristóbal Colón
- Khalid Abdallah com a sultan Muhammad XII
- Kemaal Deen-Ellis com a príncip Ahmed
- Javier Gutiérrez com a Tomás de Torquemada
- Carlos Bardem com a Benedicto, el mentor de l'Orde dels Assassins
- Hovik Keuchkerian com a Ojeda
- Graham Curry com un templari
- Bruce Johnson com un guàrdia de la presó
- Lee Nicholas Harris com un paramèdic
- Coco König com a aasistent
- Juan Pablo Shuk com a pare
- Gertrude Thoma com a narrador
- Aaron Monaghan com a Gilles
- Rufus Wright com a Alex

## Recepció
La crítica va valorar positivament la pel·lícula des del seu llançament. A Uproxx s'assenyala que compta amb un dels millors actors del món. En Slant Magazine apunten que quan la pel·lícula perd ritme, simplement fan que Michael Fassbender es tregui la camisa.
A les webs de valoració de pel·lícules, la pel·lícula compta amb una valoració mitjana. Per exemple, en IMDb té un 7 i en FilmAffinity és valorada amb un 6.
A més a més la pàgina Rotten Tomatoes la classificació amb un 17% d'aprovació d'un màxim de 100%.